# فوس (رواية)
فوس (بالإنجليزية: Voss)‏ هي رواية للكاتب الأسترالي الحائز على جائزة نوبل باتريك وايت، نشرت عام 1957، لأول مرة عن دار نشر آير آند سبوتيسوود.